# Pseudopoda namkhan
Pseudopoda namkhan là một loài nhện trong họ Sparassidae.
Loài này thuộc chi Pseudopoda. Pseudopoda namkhan được miêu tả năm 2006 bởi Peter Jäger, Pathoumthong & Vedel.